# Atomic City
Atomic City város az USA Idaho államában, Bingham megyében. Lakosainak száma 41 fő (2020. április 1.).

## Népesség
A település népességének változása:

| 2010 | 29 |
| 2020 | 41 |